# ペンシルテスト (ブラジャー)

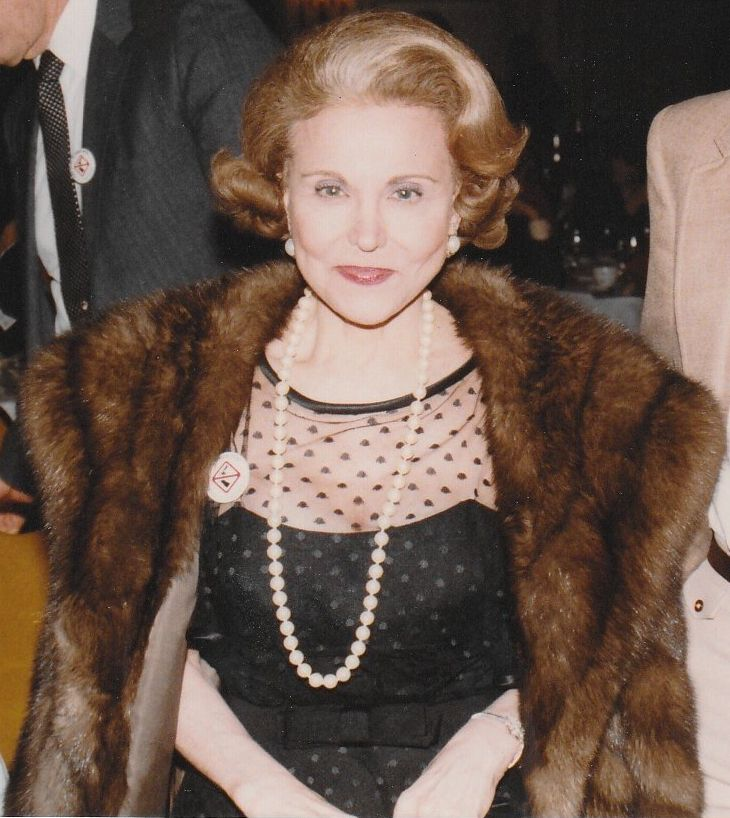
エピー・レデラー

ペンシルテスト（Pencil test）とは、女性がブラジャーを付ける必要性を測る試験である。乳房下に鉛筆やペンを挟んで落ちる場合はブラジャーを付ける必要性はなく、落ちない場合はブラジャーを付ける必要性がある、というもの。
アメリカの新聞「シカゴ・サンタイムズ」で人生相談記事を書いていたアン・ランダーズ（ペンネームで当時の中の人はエピー・レデラー）が1970年代頃に提唱したもので、科学的な根拠はない。